# Zuzanna Rabska

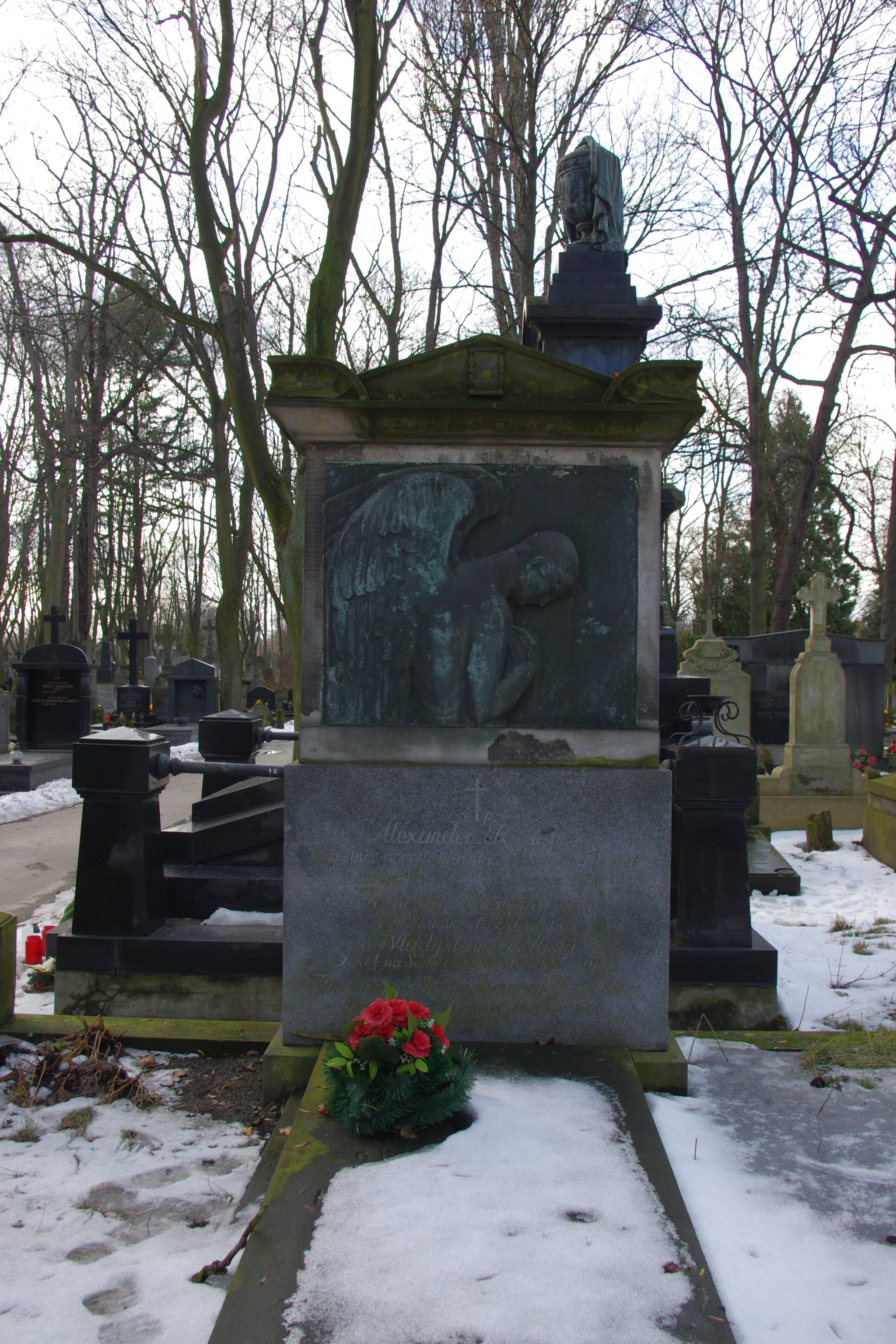
Grób historyka Aleksandra Kraushara, jego córki Zuzanny Rabskiej i jej męża Władysława Rabskiego na cmentarzu Powązkowskim w Warszawie

Zuzanna Rabska, z domu Kraushar (ur. 22 września 1888 w Warszawie, zm. 23 października 1960 tamże) – polska poetka, pisarka, tłumaczka.

## Życiorys
W latach 1892–1898 uczęszczała do tajnej pensji, prowadzonej przez Zuzannę Morawską. Od 1898 studentka warszawskiego Uniwersytetu Latającego, później uczyła się na wydziale filologii polskiej Uniwersytetu Jagiellońskiego. Po studiach pracowała w Czytelniach Bezpłatnych Warszawskich Towarzystw Dobroczynności. Współtwórczyni polskiego Towarzystwa Bibliofilów. W latach 1925–1939 pisała w dziale kroniki literackiej „Kuriera Warszawskiego”. Jej poezja wiąże się z tematyką patriotyczną, bliską młodopolskiej stylistyce.
Posiadała bogatą kolekcję ekslibrisów dawnych, należała do współzałożycieli Towarzystwa Miłośników Ekslibrisu w Warszawie.
Była odznaczona belgijskim Krzyżem Kawalerskim Orderu Leopolda II.
Została pochowana na cmentarzu Powązkowskim (kwatera 51-1-28).

## Życie prywatne
Córka Aleksandra Kraushara (1843–1931) i Jadwigi z domu Bersohn (1853–1912). Jej mężem był publicysta, krytyk literacki i teatralny Władysław Rabski, a córką Aleksandra Stypułkowska.

## Nowele i poezje
- Agatka ze Starego Miasta
- Barbarzyńska
- Bożenka – dziecko wojny
- Pod choinką
- Tajemniczy podróżny
- 1909 – Zanim światła pogasną
- 1912 – Dogaressa
- 1913 – Miłość mówi
- 1916 – Warszawa w sonetach
- 1918 – W płonącym lesie
- 1920 – Tajemnice Łazienek
- 1922 – Młodość w niewoli. Opowiadanie z czasów szkoły apuchtinowskiej dla młodego wieku
- 1924 – Skrzynka z dukatami
- 1925 – Magia książki
- 1925 – Baśnie kaszubskie
- 1926 – Pod harcerskim sztandarem
- 1927 – Grzech markizy
- 1928 – O dzieciach nie dla dzieci
- 1932 – Marmur i słońce
- 1939 – Antykwariusz Bazyli
- 1941 – Kasia i księżyc
- 1947 – Książka i wojna
- 1947 – Przygody Grypsa w zburzonej Warszawie
- 1948 – Miłość Urszuli Orlikówny
- 1957 – Godzina prawdy
- 1959 – Ania w Łazienkach
- 1959 – Moje życie z książką (wspomnienia)